# Laguna Las Cutas
La laguna Las Cutas es una laguna amazónica de Bolivia, situada en el centro del país. Administrativamente se encuentra en la provincia de Moxos en el departamento del Beni, a una altura de 153 m s. n. m.. Tiene unas dimensiones de 4,4 kilómetros de largo por 3,2 kilómetros de ancho máximo y una superficie de 10,96 km². Así mismo, tiene un perímetro costero de 13,3 kilómetros.
A 4,7 km al sur se encuentra la laguna San Antonio, y a 2,8 km al noroeste se encuentra el río Apere.